# Abwerfen
Als Abwerfen wird in der Bergbausprache die Betriebsaufgabe eines Schachtes, Stollens oder sonstigen Grubenbaus bezeichnet. Abgeworfene Grubenbaue werden nicht mehr weiter benutzt oder betrieben. Sie werden in der Regel vom übrigen Bergwerk abgesperrt und in der Bergmannssprache als „Alter Mann“ bezeichnet.

## Grundlagen und Vorgehensweise
Werden Betriebsteile oder Grubenbaue eines Bergwerks für den Betriebszweck nicht mehr benötigt, so werden sie außer Gebrauch gesetzt. Oftmals werden diese Grubenbaue dann verstürzt, verbühnt oder verschlossen. Das übrige Bergwerk bleibt dabei gleichzeitig  weiter bestehen. Der Bergmann nennt diesen Vorgang dann abwerfen. Als Abwerfen wird aber nicht nur das außer Gebrauch setzen von einzelnen Grubenbauen bezeichnet, auch Lagerstättenteile, die noch nicht benutzt wurden und aus wirtschaftlichen oder geologischen Gründen nicht mehr in Gebrauch genommen werden, können somit auch abgeworfen werden. Aber auch das Entfernen von Maschinen oder anderer Vorrichtungen bezeichnet man im Bergbau als Abwerfen. Insbesondere veraltete oder defekte Maschinen, die wirtschaftlich nicht mehr reparierbar sind, werden abgeworfen und durch neue ersetzt. Letztendlich können aber auch gesamte Bergwerke außer Gebrauch genommen werden und somit abgeworfen werden.

## Geschichte
Im Ruhrbergbau des 18./19. Jahrhunderts war das „Abwerfen“ gängige Praxis. Viele Bergwerke brachten auf ihre immer länger werdenden Stollen ein sog. Lichtloch nieder, um so die Bewetterung zu verbessern und ggf. kürzere Einfahrt- und Transportwege zu haben. Mit der Zeit rückte der Abbau immer weiter fort und nach einer gewissen Zeit wurde ein neuer Schacht niedergebracht. Der alte Schacht wurde nicht mehr benötigt und „abgeworfen“, das heißt meistens, mit Versatz wieder zugeschüttet. Paradebeispiel für ein solches Vorgehen ist die Zeche Vereinigte General & Erbstollen.